# Saint-Nicolas-lès-Cîteaux
Saint-Nicolas-lès-Cîteaux är en kommun i departementet Côte-d'Or i regionen Bourgogne-Franche-Comté i östra Frankrike. Kommunen ligger i kantonen Nuits-Saint-Georges som tillhör arrondissementet Beaune. År 2022 hade Saint-Nicolas-lès-Cîteaux 390 invånare.

## Befolkningsutveckling
Antalet invånare i kommunen Saint-Nicolas-lès-Cîteaux
Referens:INSEE